# Гегиус, Александр
Александр Ге́гиус (нем. Alexander Hegius; ок. 1433 или 1439/1440, Штайнфурт — 27 декабря 1498, Девентер) — германский вестфальский гуманист и педагог, деятельность которого имела в своё время большое культурное значение.
Точная дата его рождения неизвестна: ранее указывалось, что он родился в 1433 году в семье мэра, но ныне чаще всего считается, что он родился не ранее 1439/1440 годов. Среднее образование, скорее всего, получил в латинской школе в Мюнстере, с 1456 по 1463 год учился в Ростоке. В 1469 году возглавил «большую школу» в Везеле, в 1474 году — семинарию св. Мартина в Эммерихе. С осени 1483 года и до конца жизни преподавал в Девентере, где распространял принципы гуманизма, при этом сам находился под большим влиянием немецкого религиозного мистицизма.
Многие из выдающихся представителей гуманистического направления, в том числе Эразм Роттердамский, были обязаны своим образованием и направлением своей гуманистической деятельности непосредственному руководству и влиянию Гегиуса. Своими литературными трудами содействовал изучению латинских классиков. Его труды были посмертно изданы учеником Якобом Фабером («Opuscula», 1503).